# Lissodendoryx amphispinulata
Lissodendoryx amphispinulata är en svampdjursart som beskrevs av Rützler, Piantoni och Díaz 2007. Lissodendoryx amphispinulata ingår i släktet Lissodendoryx och familjen Coelosphaeridae.
Artens utbredningsområde är Florida. Inga underarter finns listade i Catalogue of Life.